# Судовики
Судовики — деревня в Большесельком районе Ярославской области России. Входит в Большесельское сельское поселение. Фактически — урочище.

## География
Находится у речки Малая Койка.

## Население
| 2007 | 2010 |
| ---- | ---- |
| 6    | ↘0   |

Последняя семья выехала из Судовиков в 2005 году. Хотя официально на адреса уже несуществующих домов зарегистрированы два человека.

## Инфраструктура
Было личное подсобное хозяйство. В деревне осталось несколько заброшенных построек, видимо, бывшие жилые дома.

## Транспорт
Выезд на региональную автодорогу 78Н-0078.